# Walter Hänsch
Heinrich Walter Gerhard Hänsch, född 3 mars 1904 i Hirschfelde, död 21 april 1994 i Engelskirchen, var en tysk promoverad jurist och SS-Obersturmbannführer.

## Biografi
Hänsch var medlem av Jungdeutscher Orden mellan 1923 och 1924. År 1939 avlade han doktorsexamen vid Leipzigs universitet med avhandlingen Der organisatorische Weg zur einheitlichen Reichspolizei seit 1933, vilken behandlar omorganisationen av den tyska polisen från år 1933. Hänsch rekryterades till Reichssicherheitshauptamt (RSHA), Tredje rikets säkerhetsministerium, där han ledde avdelning I D 2, vilken handhade disciplinärenden.
Hänsch var mellan mars och juli 1942 chef för Sonderkommando 4b inom Einsatzgruppe C.
Vid Einsatzgruppenrättegången i Nürnberg 1947–1948 dömdes Hänsch för krigsförbrytelser och brott mot mänskligheten till döden genom hängning, men straffet omvandlades år 1951 till 15 års fängelse. Han frisläpptes i förtid i augusti 1955.